# Mona Berman
Mona Berman (* 20. Jahrhundert) ist eine US-amerikanische Künstlerin, Kunsthändlerin, Kuratorin, Kunstpädagogin und Beraterin im Bereich der Gegenwartskunst und materieller Kultur.
Berman erwarb einen Bachelor of Fine Arts an der University of Illinois und einen Master of Fine Arts an der School of the Museum of Fine Arts. Die Connecticut Commission on the Arts gewährte ihr ein Kunststipendium; ihr Werk wurde in mehreren Ländern ausgestellt. 1979 gründete sie ihre eigene Mona Berman Gallery. Sie ist Präsidentin der National Coalition of Independent Scholars.